# Julia Arévalo
Julia Arévalo   (Barriga Negra, 1 de juliol de 1898 - Montevideo, 18 d'agost de 1985) va ser una política uruguaiana, pertanyent al Partit Comunista de l'Uruguai (PCU).

## Biografia
Va començar treballant als 10 anys en una fàbrica de llumins. Més endavant seria obrera tabaquera; en aquest context, ingressa al moviment sindical, encara adolescent.
Al principi es va afiliar al Partit Socialista de l'Uruguai. Posteriorment s'integra a la formació del Partit Comunista d'Uruguai, el 21 de setembre de 1920. Va ser sempre una declarada antifeixista.
Durant la dictadura de Gabriel Terra, Arévalo va estar un any a la clandestinitat, i després va estar tres mesos presa a la Presó de Dones.
El 18 de juliol de 1936, quan es produeix l'alçament feixista a Espanya, participa amb gran decisió en la creació del Moviment Solidari amb la República Espanyola. A més, va ser amiga de Dolores Ibárruri i de Pablo Picasso.
En els comicis de 1942, per primera vegada en la història uruguaiana va haver dones que van ingressar a Parlament. Julia Arévalo de Roche i Magdalena Antonelli Moreno van ingressar com diputades. Al mateix temps, Sofía Álvarez Vignoli i Isabel Pinto de Vidal van ser les primeres senadores de l'Uruguai.
Posteriorment va ser elegida senadora el 1946. Durant les dècades del 1960 i 1970 va ser membre del Buró de la Federació Democràtica Internacional de Dones.
Mor poc després de la fi de la dictadura cívic-militar. Va ser vetllada a la seu del PCU.

## Descendència
La model i presentadora televisiva Julia Möller és neta de Julia Arévalo per línia materna.
Així mateix, la Dra. Leda Roche, Catedràtica de Genètica de la Facultat de Medicina (UdelaR), és també neta de la Senadora.